# San Isidro Sari Nagusia
Le San Isidro Sari Nagusia est une course cycliste espagnole disputée au mois de mai autour de Natxitua, une paroisse de la ville d'Ea (communauté autonome du Pays basque). Réservée aux cyclistes âgés de 19 à 26 ans, elle figure au calendrier du Torneo Euskaldun.
Avant 2009, la course est uniquement disputée par des cyclistes juniors (moins de 19 ans).

## Palmarès depuis 2003
| Année     | Vainqueur             | Deuxième                 | Troisième            |             |
| --------- | --------------------- | ------------------------ | -------------------- | ----------- |
| 2003      | Julen Goikoetxea (en) | Iñigo Amarika            | Sergi Cuesta         |             |
| 2004      | Egoitz García         | Beñat Soto               | Euzki Irazu          |             |
| 2005      | Alberto Ramos         | Ibon Lavin               | Kimetz Lapazaran     |             |
| 2006      | Ángel Madrazo         | Markel Antón             | David Pardo          |             |
| 2007      | Samuel del Valle      | Markel Antón             | David Hidalgo        |             |
| 2008      | Jon Larrinaga         | Ibai Salas               | Jokin Leanizbarrutia |             |
| 2009      | Xabier Zabalo         | Jagoba Arberas           | Ion Izagirre         |             |
| 2010      | Peio Bilbao           | Aritz Bagües             | Omar Fraile          |             |
| 2011      | Haritz Orbe           | Eddy Valdespino          | Antton Ibarguren     |             |
| 2012      | Krzysztof Tracz       | Alexander Matrosov       | Ramón Domene         |             |
| 2013      | Miguel Ángel Benito   | Alain González           | Ibai Daboz           |             |
| 2014      | Imanol Estévez        | Jorge Arcas              | Ander Plazaola       |             |
| 2015      | Julen Amézqueta       | Antonio Pedrero          | Santiago Ramírez     |             |
| 2016      | Marcos Jurado         | Mauricio Moreira         | Iker Azkarate        |             |
| 2017      | Mikel Alonso          | Isaac Cantón             | Iker Azkarate        |             |
| 2018      | Petr Rikunov          | Andoni López de Abetxuko | Pablo Benito         |             |
| 2019      | Oier Lazkano          | Carlos Ruiz              | Mikel Mujika         |             |
| 2020-2021 | non disputé           | non disputé              | non disputé          | non disputé |
| 2022      | Enekoitz Azparren     | Oier Aldama              | Iker Mintegi         |             |
| 2023      | Daniel Criado         | Unai Aznar               | Julen Arriola-Bengoa |             |
| 2024      | Pablo Lospitao        | Mikel Uncilla            | Aitor Agirre         |             |
| 2025      | Juan Pedro Lozano     | Mikel Uncilla            | Adrià Regada         |             |